# Junior Libertas Pallacanestro 2012-2013

## Roster 2012/2013
|    | Naz.                   | Ruolo | Sportivo            | Anno | Alt. | Peso |  |
| -- | ---------------------- | ----- | ------------------- | ---- | ---- | ---- |  |
| 5  | Italia (bandiera)      | G     | Matteo Malaventura  | 1978 | 195  | 93   |  |
| 10 | Italia (bandiera)      | AP    | Simone Pierich      | 1981 | 200  | 95   |  |
| 14 | Italia (bandiera)      | C     | Niccolò Martinoni   | 1989 | 202  | 97   |  |
| 21 | Italia (bandiera)      | GA    | Giancarlo Ferrero   | 1988 | 194  | 92   |  |
| 6  | Stati Uniti (bandiera) | GA    | Rodney Green        | 1988 | 195  | 94   |  |
| 9  | Lituania (bandiera)    | AG    | Povilas Butkevičius | 1987 | 203  | 106  |  |
| 22 | Stati Uniti (bandiera) | P     | Casper Ware         | 1990 | 177  | 80   |  |
| 8  | Italia (bandiera)      | C     | Riccardo Antonelli  | 1988 | 203  | 88   |  |
| 11 | Italia (bandiera)      | GA    | Edoardo Giovara     | 1993 | 200  | 76   |  |
| 13 | Italia (bandiera)      | P     | Diego Monaldi       | 1993 | 185  | 75   |  |

- Allenatore:  Giulio Griccioli